# Wyczyniec trzcinowaty
Wyczyniec trzcinowaty, w. pęcherzykowaty (Alopecurus arundinaceus Poir.) – gatunek wieloletniej rośliny należącej do rodziny wiechlinowatych. Występuje na rozległych obszarach Europy, Azji, północno-wschodniej Afryki. W Polsce spotykany sporadycznie w północnej i północno-wschodniej części Pasa Wielkich Dolin.

## Morfologia

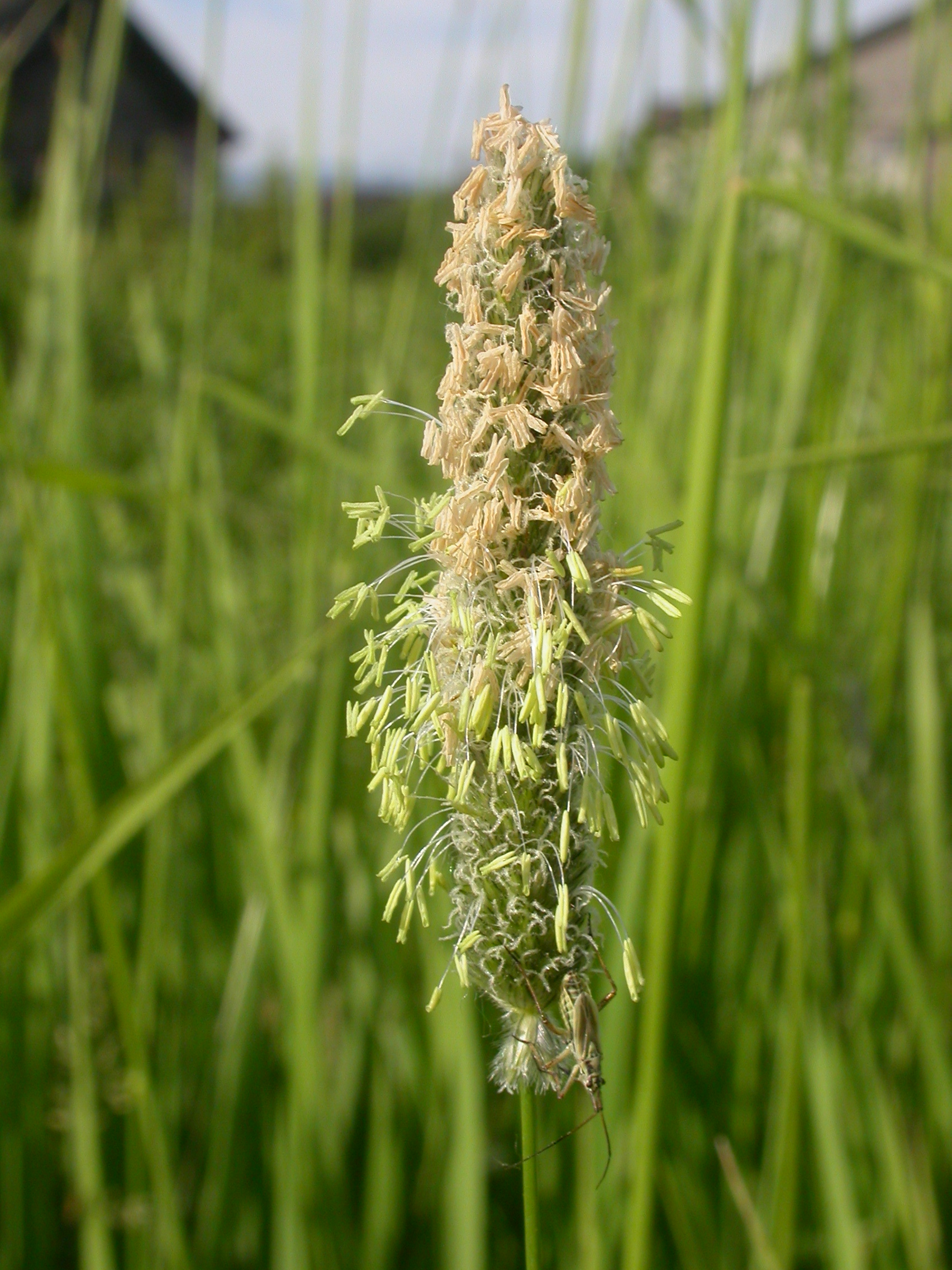
Kwiatostan

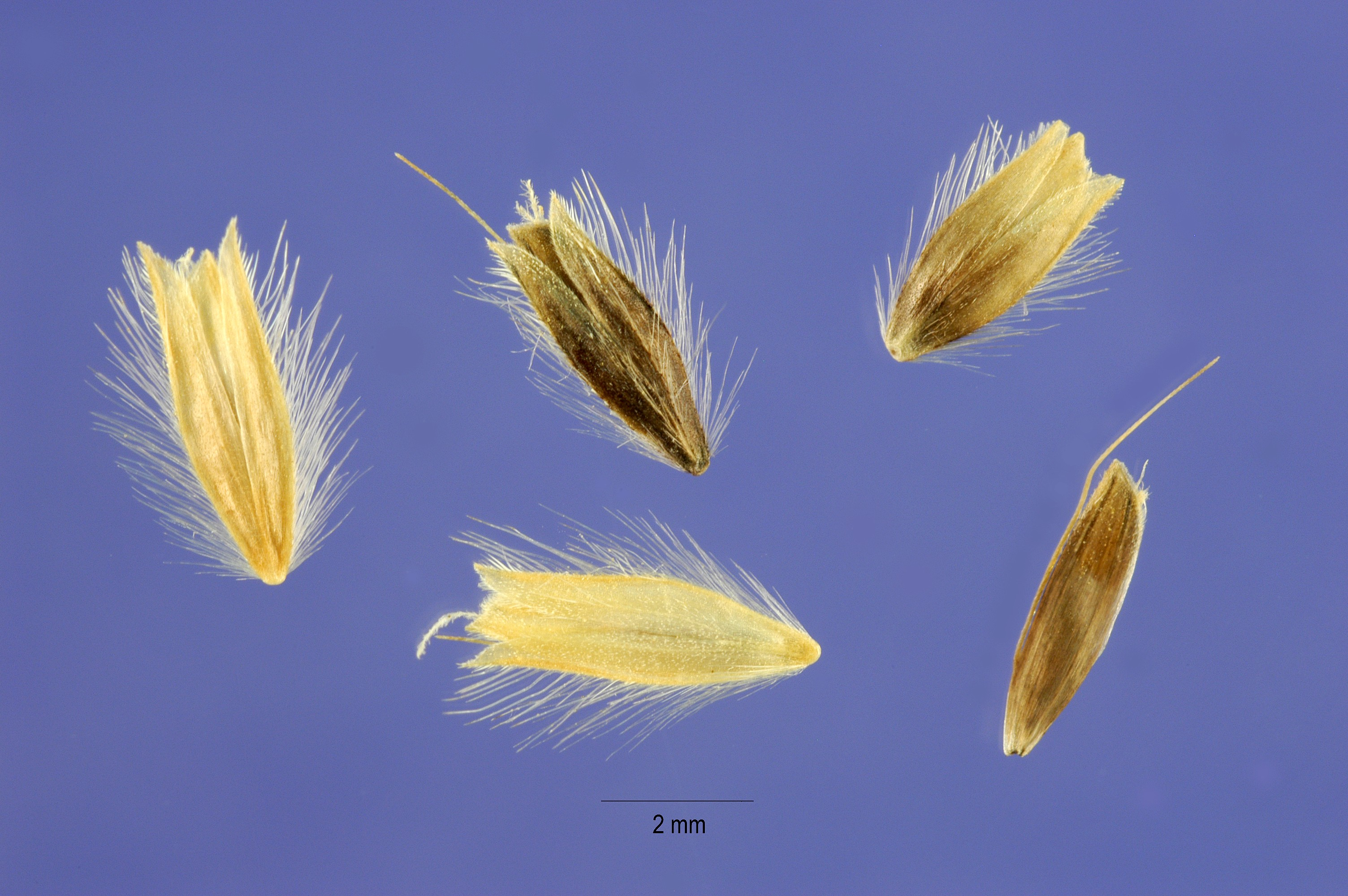
Oplewione ziarniaki

PokrójMasywna trawa lużnokępkowa z podziemnymi rozłogami.
ŁodygaPokładająca się u podstawy, gładka i silnie ulistniona. Osiąga od 70 do 120, maksymalnie 150 cm wysokości.
LiściePłaskie, na brzegach szorstkie, z wyraźnymi bruzdkami. Na pędach wegetatywnych długości 12–15 cm i szerokości 5 mm, na pędach kwiatostanowych długości 9–25 cm i szerokości 7 mm. Języczek liściowy na szczycie ząbkowany, do 5 mm długości. Pochwy liściowe na najwyższym piętrze rozdęte, otwarte.
KwiatostanWiecha kłosokształtna, zwężająca się obustronnie, długości od 1 do 5, maksymalnie do 10 cm i szerokości do 7–15 mm, składająca się z ciemnobrunatnych kłosków długości 4,5–6 mm i 1,4–1,8 mm szerokości.
NasionaŻółtawy, lancetowatojajowaty ziarniak długości 2,2 do 3 mm i szerokości 1–1,2 mm. Plewy gęsto, przylegająco owłosione, zrastające się u nasady, na szczycie przewężone i zaostrzone, nieznacznie od siebie odgięte. Plewka dolna na szczycie ukośnie, asymetrycznie ścięta, z ością osadzoną w połowie długości lub nieco niżej, zawsze wystająca z kłoska. Ość nie dłuższa niż kłosek.

## Biologia i ekologia

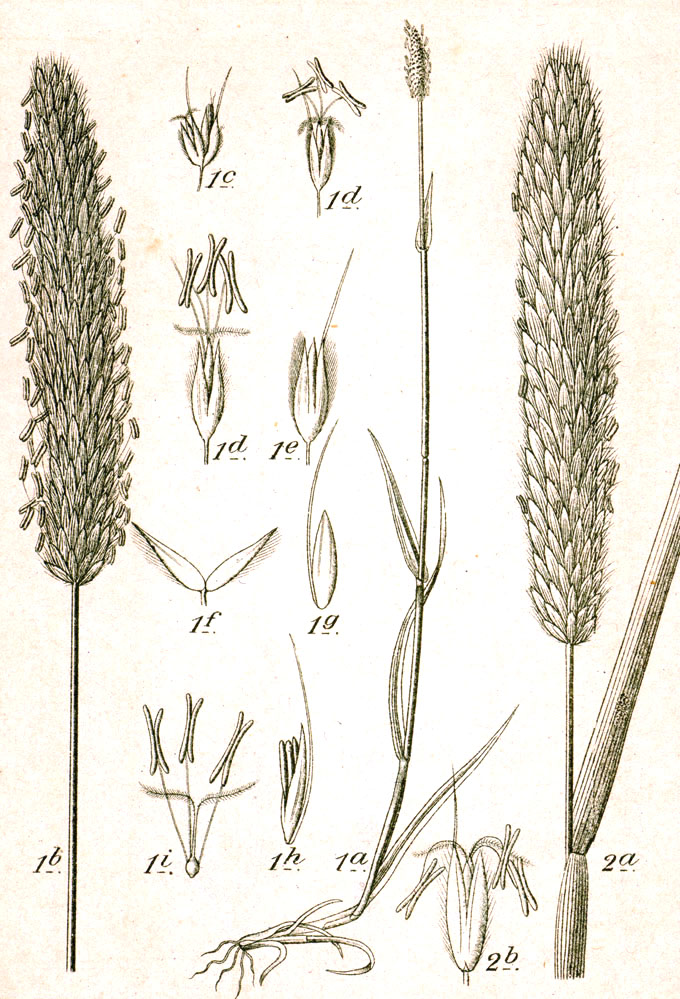
Morfologia wyczyńca pęcherzykowatego (po prawej, oznaczone cyfrą 2) oraz wyczyńca łąkowego (po lewej, oznaczone cyfrą 1).

Gatunek zasiedla stanowiska wilgotne i żyzne, często uczestniczy w zbiorowiskach pionierskich. Odporny na długotrwałe zalewy i zasolenie gleby. Spotykany nad brzegami jezior i bagien, słonych łąkach, w dolinach rzek oraz na piaskach nadmorskich i rzecznych. Kwitnie od maja do sierpnia. Liczba chromosomów 2n=28.

## Zmienność
Wyróżnia się niższe jednostki systematyczne. W Polsce nad Bałtykiem może występować podgatunek A. arundinaceus ssp. exserens A. et G. Znane są mieszańce z wyczyńcem łąkowym oraz wyczyńcem kolankowym.

## Zastosowanie
Trwała i szybko regenerująca się trawa o dużej wartości pokarmowej. W niektórych krajach uważana za cennych element pastwisk strefy alpejskiej.